# غيدو ترنتي
غيدو ترنتي (بالإيطالية: Guido Trenti)‏ مواليد 27 ديسمبر 1972 في ميلانو، هو دراج إيطالي في سباق الدراجات على الطريق.

## سجل النتائج
- طواف إسبانيا 2001 : المركز الأول في المرحلة 19
- سباق طواف فرنسا 2005 : المركز 139

## روابط خارجية
- غيدو ترنتي على موقع الاتحاد الدولي للدراجات (الإنجليزية)
- غيدو ترنتي على موقع أرشيف الدراجات (الإنجليزية)
- غيدو ترنتي على موقع إحصائيات الدراجات الإحترافية (الإنجليزية)
- غيدو ترنتي على موقع نسبة الدراجات (الإنجليزية)
- غيدو ترنتي على موقع CycleBase (الإنجليزية)